# Michael Zyda
Michael Zyda (ou Michael J. Zyda ou Mike Zyda) é um cientista da computação, designer de jogos eletrônicos estadunidense, professor da USC Viterbi School of Engineering da Universidade do Sul da Califórnia. Foi eleito fellow do Instituto de Engenheiros Eletricistas e Eletrônicos (IEEE) em 2019 e fellow da Association for Computing Machinery (ACM) em 2020.
Obteve o bacharelado em engenharia biológica na Universidade da Califórnia em San Diego, o mestrado em ciência da computação na Universidade de Massachusetts Amherst e o doutorado em ciência da computação na Universidade de Washington.

## Processo de Lu Ning
Em 1 de fevereiro de 2024, o youtuber Karl Jobst publicou um vídeo expondo que Zyda foi processado por Lu Ning em março de 2023, sendo acusado de assédio sexual e discriminação em local de trabalho. Após as alegações, Zyda processou Ning por difamação.